# اچ‌دی ۳۱۰۹۳
اچ‌دی ۳۱۰۹۳ یک ستاره است که در صورت فلکی اسکنه قرار دارد.